# Pyura vannamei
Pyura vannamei is een zakpijpensoort uit de familie van de Pyuridae. De wetenschappelijke naam van de soort is voor het eerst geldig gepubliceerd in 1994 door Claude Monniot.